# Avenida Amazonas (Belo Horizonte)
A avenida Amazonas é uma das principais vias da cidade brasileira de Belo Horizonte, junto com a avenida do do Contorno e a avenida Afonso Pena.

## Trajeto
A avenida começa na Praça Rui Barbosa, cruza a avenida Afonso Pena na altura da Praça Sete, passa pela Praça Raul Soares (trecho no qual está localizado o Edifício JK, construído no período em que o mesmo governou a cidade). Na direção oeste, cruza a avenida do Contorno e a avenida Barbacena, passando por bairros como Barro Preto, Prado, Barroca, Alto Barroca, Nova Suíça, Gameleira, Nova Gameleira, dentre outros.
Nela está localizado um grande centro de convenções, o Expominas, os campi I, II e VI do CEFET-MG e a Transitolândia (5° Batalhão da Polícia Militar), parque educativo que tenta ensinar crianças e jovens a educação no trânsito. Termina no limite com o município de Contagem, na entrada da Cidade Industrial. Nesse ponto, inicia-se a Avenida Cardeal Eugênio Pacelli, que, por sua vez, serve de ligação com a rodovia BR-381, acesso para São Paulo e para o sul do Brasil.

## Patrimônio histórico

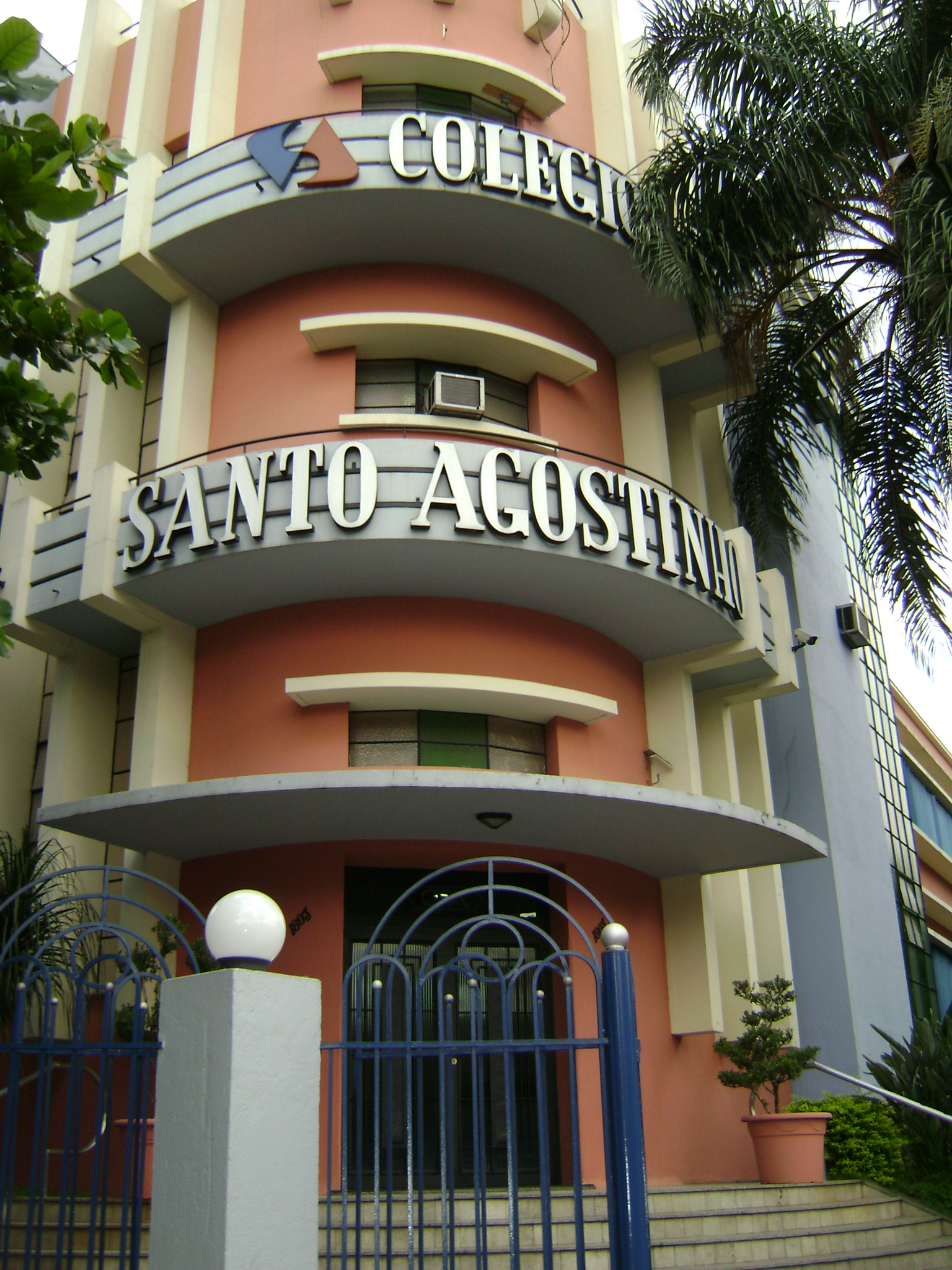
Fachada principal do complexo arquitetônico do Colégio Santo Agostinho.

Ao longo da avenida estão localizados seis bens culturais tombados pela Prefeitura Municipal de Belo Horizonte, dentre os quais se destacam o Cine Brasil (ou Cine Theatro Brasil), o Amazonas Palace Hotel  e o complexo arquitetônico do Colégio Santo Agostinho.